# Mullutu-Suurlaht
Mullutu-Suurlaht je jezero u Estoniji, smješteno u okrugu Saare na južnom dijelu otoka Saaremaa. Nalazi se dva kilometra zapadno od Kuressaarea. 
S površinom od 14,4 km2 je četvrto najveće estonsko jezero. Maksimalna dubina je 2,1 m, a prosječno je duboko tek oko jednog metra. Voda u jezeru je bočata. Iz jezera otiče rijeka Nasva duga oko tri kilometra. Višak vode iz jezera završava u Riškom zaljevu, dok tijekom sušnog razdoblja, pogotovo pri južnom vjetru, koritom Nasve u jezero dotiče slana, morska voda.
Zahvaljujući povezanosti s morem jezero je bogato ribljim vrstama (smuđ, štuka, crvenperka, linjak, gymnocephalus cernua, jegulja i druge). Uz jezero se gnijezde brojne ptičje vrste.